# УЕФА суперкуп 2020.
УЕФА суперкуп 2020. било је 45. издање УЕФА Суперкупа, годишње фудбалске утакмице коју организује УЕФА и на којој учествују актуелни шампиони два главна европска клупска такмичења, УЕФА Лиге шампиона и УЕФА Лиге Европе. У утакмици су учествовали немачки клуб Бајерн Минхен, победник УЕФА Лиге шампиона 2019–20, и шпански клуб Севиља, победник УЕФА Лиге Европе 2019–20. Играно је у Пушкаш арени у Будимпешти, Мађарска, дана 24. септембра 2020. године.
Утакмица је првобитно требало да се игра на стадиону Естадио до Драгао у Порту, у Португалу, 12. августа 2020. године. Међутим, након што је пандемија ковид-19 у Европи изазвала одлагање клупских финала претходне сезоне, Извршни комитет УЕФА је одлучио да померено финале Лиге шампиона додели Португалу, а Суперкуп је одложио и преместио у Будимпешту.
Након разговора са својих 55 асоцијација чланица 19. августа 2020. Извршни комитет УЕФА је 25. августа 2020. одлучио да користи УЕФА Суперкуп 2020. као пилот утакмицу за коју се може дозволити смањен број гледалаца, до 30% капацитета стадиона, од када је њихов званични меч. Редовна такмичења су се наставила у августу 2020.
Бајерн Минхен је победио у мечу са 2–1 после продужетака и тако обезбедио своју другу титулу Суперкупа УЕФА.

## Тимови
| Екипа         | Квалификације                        | Претходно учешће (подебљано означава победнике) |
| ------------- | ------------------------------------ | ----------------------------------------------- |
| Бајерн Минхен | УЕФА Лига шампиона 2019/20. победник | 4 (1975, 1976, 2001, 2013)                      |
| Севиља        | УЕФА Лига Европе 2019/20. победник   | 5 (2006, 2007, 2014, 2015, 2016)                |

## Стадион
Естадио до Драгао је првобитно био одређен за домаћина утакмице Суперкупа УЕФА. Био је домаћин УЕФА Еуро 2004 и финала УЕФА Лиге нација 2019. Град Порто и Португал у целини су, међутим, видели једну утакмицу Суперкупа раније 1987. године, пошто је сада срушени Естадио дас Антас био домаћин реванша.
Ово је било прво финале УЕФА клупског такмичења одржано у Пушкаш арени, а друго за Будимпешту и Мађарској, након што је била домаћин финала УЕФА Лиге шампиона за жене 2019. у Групама арени. Пре пресељења, стадион је био изабран за једног од домаћина УЕФА Еуро 2020, као и за домаћина финала УЕФА Лиге Европе 2022, пре него што је померен за 2023.

## Утакмица

### Резиме утакмице
Севиљи је досуђен пенал у 13. минути када је Давид Алаба блокирао Ивана Ракитића и оборио га у казненом простору. Лукас Окампос је искористио једанаестерац, упутио лопту у леви угао и довео Севиљу у предност. Леон Горецка је изједначио резултат на 1-1 у 34. минуту, шутем са спољним делом стопала када је лопта погодила леви угао мреже након асистенције Роберта Левандовског. Утакмица је отишла у продужетке, а замена Хави Мартинез је обезбедио победу Бајерна у 104. минуту снажним ударцем главом у горњи леви угао мреже.

### Детаљи
Победници Лиге шампиона су у административне сврхе означени као „домаћи” тим.
| Бајерн Минхен               | 2–1 (п. с. н.) | Севиља             |
| --------------------------- | -------------- | ------------------ |
| Горецка 34’ · Мартинез 104’ | Извештај       | Окампос 13’ (пен.) |

| Бајерн Минхен | Севиља |

| GK                          | 1                 | Мануел Нојер (c)   |       |      |
| RB                          | 5                 | Бенжамен Павар     |       |      |
| CB                          | 21                | Лукас Ернандез     | 90+1’ | 99’  |
| CB                          | 4                 | Никлас Силе        |       |      |
| LB                          | 27                | Давид Алаба        | 12’   | 112’ |
| CM                          | 18                | Леон Горецка       |       | 99’  |
| CM                          | 6                 | Јозуа Кимих        |       |      |
| RW                          | 10                | Лероа Сане         |       | 70’  |
| AM                          | 25                | Томас Милер        |       |      |
| LW                          | 7                 | Серж Гнабри        |       |      |
| CF                          | 9                 | Роберт Левандовски |       |      |
| Резервни играчи:            |                   |                    |       |      |
| GK                          | 26                | Свен Улрајх        |       |      |
| GK                          | 35                | Александер Нибел   |       |      |
| DF                          | 17                | Жером Боатенг      |       | 112’ |
| DF                          | 41                | Крис Ричардс       |       |      |
| MF                          | 8                 | Хави Мартинез      |       | 99’  |
| MF                          | 11                | Микаел Квизанс     |       |      |
| MF                          | 19                | Алфонсо Дејвис     |       | 99’  |
| MF                          | 24                | Корентин Толисо    |       | 70’  |
| MF                          | 30                | Адријан Фејн       |       |      |
| MF                          | 40                | Малик Тилман       |       |      |
| MF                          | 42                | Џамал Мусиjала     |       |      |
| FW                          | 14                | Џошуа Зиркзе       |       |      |
| Остале дисциплинске акције: |                   |                    |       |      |
| TS                          | Хасан Салихамиџић | Хасан Салихамиџић  | 64’   |      |
| Менаџер:                    |                   |                    |       |      |
| Ханзи Флик                  |                   |                    |       |      |

| GK                          | 13         | Јасин Буну               |       |     |
| RB                          | 16         | Хесус Навас (c)          |       |     |
| CB                          | 20         | Дијего Карлос            |       |     |
| CB                          | 12         | Жил Кунде                | 55’   |     |
| LB                          | 18         | Серхио Ескудеро          | 119’  |     |
| CM                          | 8          | Џон Хордан               | 45+1’ | 94’ |
| CM                          | 25         | Фернандо Франсиско Рехес | 70’   |     |
| CM                          | 10         | Иван Ракитић             |       | 56’ |
| RF                          | 7          | Сусо                     |       | 73’ |
| CF                          | 9          | Лук де Јонг              |       | 56’ |
| LF                          | 5          | Лукас Окампус            |       |     |
| Резервни играчи:            |            |                          |       |     |
| GK                          | 1          | Томаш Вацлик             |       |     |
| GK                          | 31         | Хавијер Диас Санчес      |       |     |
| DF                          | 3          | Серхи Гомез              |       |     |
| MF                          | 6          | Немања Гудељ             |       | 73’ |
| MF                          | 14         | Оскар Родригез Арнаиз    |       |     |
| MF                          | 19         | Маркос Акуња             |       |     |
| MF                          | 21         | Оливер Торес             |       | 56’ |
| MF                          | 22         | Франко Васкез            |       | 94’ |
| FW                          | 11         | Мунир ел Хадади          |       |     |
| FW                          | 15         | Јусеф ен Несири          |       | 56’ |
| FW                          | 24         | Карлос Фернандез         |       |     |
| FW                          | 29         | Брајан Гил               |       |     |
| Остале дисциплинске акције: |            |                          |       |     |
| TS                          | Пабло Санц | Пабло Санц               | 90+2’ |     |
| Менаџер:                    |            |                          |       |     |
| Јулен Лопетеги              |            |                          |       |     |

| Играч утакмице: Томас Милер (Бајерн Минхен) Помоћне судије: Гари Бесвик (Енглеска) Адам Нан (Енглеска) Четврти судија:' Орел Гринфилд (Израел) ВАР: Стуарт Атвел (Енглеска) Помоћници ВАР судије: Пол Тиерни(Енглеска) | Правила - Игра се 90 минута - У случају нерешеног играју се продужици 30 минута - Приступа се извођењу једанаестераца ако је резултат и даље изједначен - Седам именованих замена, од којих се могу користити до три |